# Manuel Arburúa de la Miyar
Manuel Arburúa de la Miyar (Madrid, 28 de novembre de 1902 - Madrid 17 de desembre de 1981) va ser un polític i economista espanyol.

## Biografia
De família originària d'Etxalar, fill de Manuel Arburúa Dorronsoro i d'Amalia de la Miyar López, va estudiar Economia i el seu primer càrrec professional important fou el de Director de canvis del Banc Exterior d'Espanya i, més tard, Director del Centre de Contractació de Moneda, des de la fundació d'aquest institut en 1931. La Guerra Civil espanyola el va sorprendre a Madrid, d'on va poder passar-se a la zona nacional.
En la postguerra, Arburúa va ser nomenat Sotssecretari de Comerç, Política Aranzelària i Moneda i, en 1942, Director del Banc Exterior d'Espanya, càrrec que va ocupar fins a ser nomenat per Franco ministre de Comerç en 1951.
En cessar en el ministeri en 1957 tornà al Banc Exterior com a President, càrrec que va ostentar fins al 18 de novembre de 1976, quan va passar a ser President d'Honor fins a 1980. Va ser un ministre aperturista que va marcar els primers passos en la liberalització de l'economia espanyola i en l'obertura a un major intercanvi del comerç exterior.

## Descendència
Del seu matrimoni amb Pilar Aspiunza Sánchez-Lozano, morta a Madrid en 8 de desembre de 2001, va tenir quatre fills:
- José Manuel, casat amb Isabel Gómez-Acebo Villapellecín, marquesa de Cortina
- Pilar, casada amb José Lladó Fernández-Urrutia[8]
- Silvia, casada amb Marcelino Oreja Aguirre, marquès d'Oreja
- Patricia, casada amb Ignacio Domínguez Urquijo.